# لوئیس ویسنته اوتین
لوئیس ویسنته اوتین (اسپانیایی: Luis Vicente Otin‎؛ زادهٔ ۱۳ مهٔ ۱۹۵۹) دوچرخه‌سوار اهل اسپانیا است. وی در مسابقات تور دو فرانس شرکت کرده است.